# Hypoponera ergatandria
Hypoponera ergatandria är en myrart som först beskrevs av Auguste-Henri Forel 1893.  Hypoponera ergatandria ingår i släktet Hypoponera och familjen myror. Inga underarter finns listade i Catalogue of Life.